# 郑举选
郑举选（1940年6月—），湖北武汉人，中国个体户，小商品市场“汉正街”模式的主要开创者，被称为“盲侠”。2018年12月18日，在庆祝改革开放40周年大会上被授予改革先锋称号。